# River Cess
River Cess es la ciudad capital del condado de River Cess, Liberia. Según el censo nacional de 2008, la población era de 2.578. Recibió su nombre original Cestos (Cesstos) de los comerciantes portugueses a principios del siglo XVI por las canastas que se producían y vendían en la ciudad. Cestos en portugués y español significa cesta o canasta.